# Steinfeld (Karyntia)
Steinfeld – gmina targowa w Austrii, w kraju związkowym Karyntia, w powiecie Spittal an der Drau. Liczy 2028 mieszkańców.